# 大谷ハラスメント

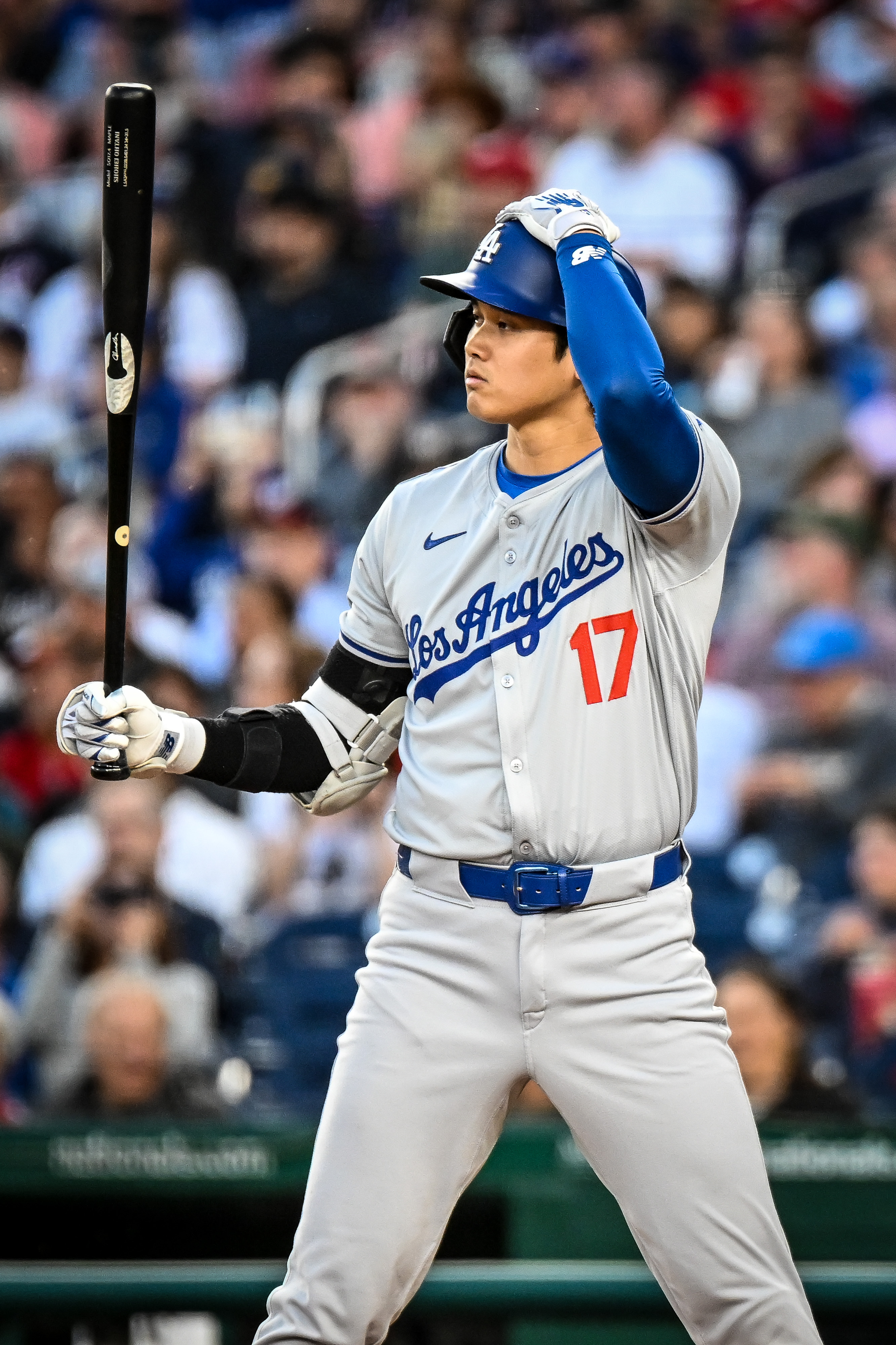
大谷翔平（2024年4月撮影）

大谷ハラスメント（おおたにハラスメント）は、大谷翔平に関する報道やプロモーションなどの過剰さをハラスメントであると批判する言葉。略して、大ハラもしくは谷ハラとも。

## 概要
大谷翔平は現在ロサンゼルス・ドジャースでメジャーリーガーとして活躍しており、日本のメディアでも大谷翔平に関する報道が連日行われている。さらに、2024年には、結婚・妻である田中真美子・ペットのデコピン・元通訳者の水原一平の騒動に関する報道が連日行われた。一方で、大谷翔平に関するニュースを長時間にわたり何度も取り上げたり、最重要かのように番組の最初で取り上げたりするメディアもあり、2024年2月下旬ごろから、こうした報道に対し、一部の視聴者やネットユーザーらが辟易するようになり、「大谷ブーム」とは対照的となる「大谷ハラスメント」という言葉が出現した。
多くのニュース番組の構成は、「ニュースゾーン」「スポーツニュースゾーン」「特集ゾーン」などに分かれているが、大谷関連のニュースは「注目ニュース」の扱いでニュースゾーンにまず登場し、次に「スポーツニュースゾーン」で再び登場し、場合によっては「特集ゾーン」でも大谷に関する特集が組まれたりするなど、「大谷関連の話題ばかり」となってしまう現象が起こる。

## 経緯
2024年2月29日、大谷は自身のインスタグラムにて結婚を発表。衆院政治倫理審査会を中継していたNHKは、放送中にテロップを表示し、大谷の結婚を速報で報じた。これについて翌3月1日、ジャーナリストの青木理は、文化放送『大竹まこと ゴールデンラジオ!』内にて、「政倫審の最中にあのテロップを出せって言ったね、申し訳ないけどNHKの報道の人のセンスにはちょっと疑問だなと思いましたけどね」と苦言を呈した。さらに、「みなさん関心があるのは分かるんだけど、いやいやちょっと…メディアとしてのプライドというかね」と、さも政治報道に優先するかのように大谷の話題を取り上げるメディアの報道姿勢について疑問を呈した。 
カンテレ『旬感LIVE とれたてっ!』に出演したタレントの小籔千豊は、大谷の結婚について意見を求められた際、「大谷さんのことは大好きですけど、結婚、そしてお相手のことに関しては興味を持たないように決めていますので、あんまり根掘り葉掘り探って、報道陣の私利私欲によって、大谷さんのストレスがたまり、バッティングが狂うなんてことはあってはならないと思っております」と述べ、過剰な報道のあり方のみならず、大谷のプライバシーまでをも侵しかねない報道姿勢に苦言を呈した。
なお、大谷は結婚発表のコメントにて

いつも温かい応援をいただきありがとうございます。

シーズンも近づいておりますが

本日は皆さまに結婚いたしました事を

ご報告させていただきます。

（中略）

お相手は日本人女性です。

明日の囲み取材で対応をさせていただきますので

今後も両親族を含め無許可での取材等は お控えいただきますよう宜しくお願い申し上げます。

と記しており、自身や親族に関する報道について節度を持つよう暗に求めていた。さらに、取材に応じた大谷は、結婚を発表した理由を問われると、「皆さん（報道陣）がうるさいので」と述べ、自身をめぐる度を越した報道について、自らも苦慮していることを打ち明けた。
同年10月1日、フリーアナウンサーの徳光和夫は、ニッポン放送「徳光和夫 とくモリ!歌謡サタデー」に生出演した際、メディア各社の報道姿勢について「あまりにも日本で報道し過ぎるんでね。もうちょっと日本のプロ野球をつぶさにやってもらいたいなと思うんであります。勝敗のスーパーだけで終わっちゃうこともあるんで。メジャーリーグをやたらやるんだけどそんなにみなさん関心あるかね」と指摘した。大谷の活躍を報じることには、「それじゃぁ野球じゃないじゃん。大谷だけのニュースでしょ。俺はそれを言いたいんです。ただ記録だけとか活躍している姿だけだったらスポーツのニュースじゃないんじゃないかなと思えてなりません」と訴えた。
同年10月4日放送の日本テレビ系列『News zero』内にて大谷の話題が取り上げられた際、番組に出演していたプロボクサーの那須川天心は、キャスターから「毎日のように報道されていましたけれども同じアスリートとしてはどういう気持ちで見ていましたか」と問われたのに対して、「テレビつければ大谷翔平じゃないですか。みんなどうなんですか、飽きちゃわないですかね？」と答え、過熱するメディア報道に対して異議を唱えた。 
同年10月21日には日本テレビがドジャースとメッツの試合の再放送で、同日放送予定だった『しゃべくり007』や『月曜から夜ふかし』の放送が中止された。10月26日には、フジテレビでドジャースとヤンキースによるワールドシリーズ第1戦が放送されたが、午前中に放送された試合のダイジェスト版としての再放送で、同日放送予定だった『芸能人が本気で考えた!ドッキリGP』の放送が中止された。こうした放送内容に対して、

午前中に放送されたばかりなのに夜の再放送は必要なのか

日本シリーズにアメリカの試合を競合させるのはよくない

緊急性のない再放送でレギュラー番組を放送休止する必然性はあるのか

実際そんなに視聴率は獲れないだろう

などの声があがり、「大谷ハラスメント」として一部で批判を浴びた。現に当放送は、日テレもフジも期待したほどの視聴率を獲得することができず、「大谷選手に便乗しすぎ」という批判を正当化するような形になった。
同年10月22日放送のテレビ朝日系列モーニングショーは、本来放送予定だった台湾有事関連の報道を先送りし、大谷が所属するドジャースのワールドシリーズ進出を特集。国際情勢より、メジャーリーグを優先した。
10月ごろフジテレビは、ドジャースのワールドシリーズ進出をニュースやワイドショーで“トップ”扱いし、さらには各番組で特集を組んだ。同時期に行われる衆議院選挙についての話題を凌ぐ扱いであるとして、視聴者からは不平不満の声が押し寄せる。
同年11月22日放送のNHK『あさイチ』は、ゲスト・成田凌の生出演でのトーク中に突如中断。大谷がナ・リーグのMVPを獲得した（エンゼルス時代を含め2年連続3度目）というニュース速報が13分間にわたって放送された。成田は大谷の偉業を笑顔で祝福するも、この対応についてまたしてもオーディエンスより抗議が殺到した。
このように、他の競技も含め国内外で活躍しているアスリートは多いうえに、事件・事故・災害・選挙などのニュースやあるにもかかわらず、各番組の構成が大谷に偏るなどバランスを欠いていることについて辟易する声があがっている。

## 背景
2024年5月、日本テレビとフジテレビが、大谷が購入したとされる豪邸周辺の空撮映像の使用や、自宅付近からの中継、近所へのインタビュー取材などを行ったところ、これが炎上。大谷本人にとっても看過できるものではなく、2局はドジャースから「メディア資格取り消し」を通達され、事実上の“出禁”状態となった。
フジテレビは、こうした事態の再発防止のため大谷を持ち上げているとの見方がある。また、同局系列の情報番組『Live News イット!』は、視聴率が伸び悩んでいる事情もあり、数字が見込める大谷のニュースを扱うことで、視聴率アップにつなげたいという狙いがあったという。
コラムニストの木村隆志は、大谷ハラスメントについて「テレビ局としても大谷選手をフィーチャーすることはビジネス上の戦略であるうえに、特定の誰かに明確な損害を与えているわけでもなく、よほど批判の声が増えない限り、対応を変えないでしょう」と分析するとともに、「より利益につながりそうな選択をするのはビジネス上、当然の行為」としつつも、「メディアとしての信頼性が薄れかねないリスク」を感じさせるものとして警鐘を鳴らしている。

## 大谷ハラスメント・ハラスメント
一方で、野球嫌いなどから、適切な範囲の報道や、アニメの野球シーンに対してもXで「#大谷ハラスメント」とポストする人もおり、「大谷ハラスメント」のハラスメントであるとして大谷ハラスメント・ハラスメントと呼ばれる。

## 事例
野球以外のアスリートのメディア出演においても、大谷に関する質問が行われ、メディアの姿勢の是非が問われることがある。
2023年、サッカーポルトガル代表のクリスティアーノ・ロナウドが来日し、日本テレビ系列の番組へ出演した際に、出演者から「大谷翔平選手をご存じですか？」という質問が行われた。この際クリスティアーノ・ロナウドは「知らない」と回答したが、野球人口の少ないヨーロッパで活躍したサッカー選手に対して大谷に関する質問を組み込む必要性を疑問視され、番組制作サイドへ批判が集まった。また、サッカー日本代表の代表期間中には堂安律や久保建英に対しても日本メディアから「大谷選手をどう思うか？」という質問があり、久保は「自身がプレーするスペインでは野球熱がない」と前置きした上で、「日本やアメリカで人気があるすごい選手」と語った。
職場の話題が大谷に関することばかりとなることもあり、連日の報道や大谷のファンたちによる「大谷を好きでいて当たり前」という風潮に、興味がない人たちは嫌気が差しているという。2024年3月の現代ビジネスの記事で、20代の会社員の女性は、「職場では挨拶代わりに大谷さんの話が出てきます。上司の会話の糸口が大谷さんしかないのか、というくらい。大谷さんが結婚したら『悔しいでしょう』と言われ、まったく悔しくもなんともないのですが、ロスみたいなことを言わないと納得してもらえない。大谷さんを悪く言ったら変な女扱いされるんです」と語っている。